# Gold Against the Soul
Gold Against the Soul é o segundo álbum de estúdio da banda galesa de rock Manic Street Preachers, lançado em junho de 1993. A obra segue os temas políticos do trabalho anterior, mas também com temáticas mais melancólicas. Foi lançado pela Columbia Records.

## Faixas
Todas as letras escritas por Richey Edwards e Nicky Wire, todas as músicas compostas por James Dean Bradfield e Sean Moore, exceto onde anotado.
| N.º | Título                                   | Duração |  |
| 1.  | "Sleepflower"                            | 4:51    |  |
| 2.  | "From Despair to Where"                  | 3:34    |  |
| 3.  | "La Tristesse Durera (Scream to a Sigh)" | 4:13    |  |
| 4.  | "Yourself"                               | 4:11    |  |
| 5.  | "Life Becoming a Landslide"              | 4:14    |  |
| 6.  | "Drug Drug Druggy"                       | 3:26    |  |
| 7.  | "Roses in the Hospital"                  | 5:02    |  |
| 8.  | "Nostalgic Pushead"                      | 4:14    |  |
| 9.  | "Symphony of Tourette"                   | 3:31    |  |
| 10. | "Gold Against the Soul"                  | 5:34    |  |

## Ficha técnica
- James Dean Bradfield – vocais, guitarras e piano
- Sean Moore – bateria, percussão, trompete e vocais de apoio
- Nicky Wire – baixo e vocais de apoio
- Richey Edwards – guitarras